# کوه پایر
کوه پایر (انگلیسی: Mount Payer) یک قله در ناحیه خودگردان یامالو-ننتس کشور روسیه است.